# Ho voglia di te

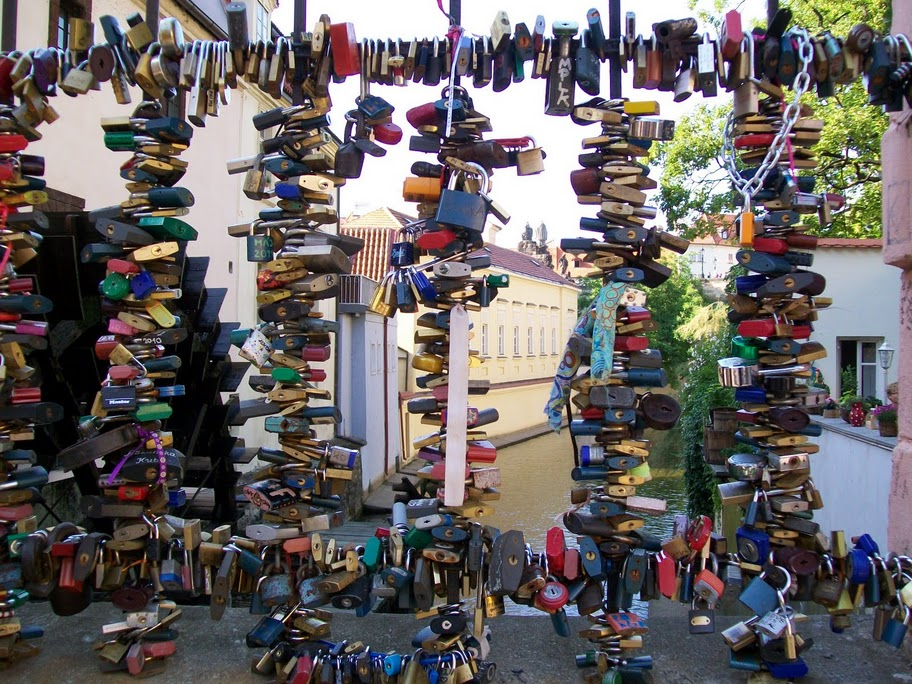
Zámečky u Velkopřevorského mlýna v Praze na Kampě

Ho voglia di te je italský romantický film z roku 2007 od režiséra Luise Pietra. Postavený na knize Federica Moccia. V hlavních rolích vystoupili Riccardo Scamarcio, Laura Chiatti, Claudio Ammendola, Claudio Bigagli, Xhilda Lapardhaja, Filippo Nigro a další. Scéna, kdy zamilovaní přicvaknou visací zámek na most a hodí klíče do vody, se stala předlohou pro masový zvyk zamilovaných věšet na památky svůj zámeček.